# Resolutie 799 Veiligheidsraad Verenigde Naties
Resolutie 799 van de Veiligheidsraad van de Verenigde Naties werd op 18 december 1992 unaniem aangenomen als laatste resolutie van dat jaar. De Veiligheidsraad veroordeelde met deze resolutie de deportatie van een paar honderd Palestijnen vanuit Israël naar Libanon.

## Achtergrond
Tijdens de Zesdaagse Oorlog bezette Israël verschillende stukken grondgebied van zijn tegenstanders, waarvan het een deel annexeerde. In die delen werden Joodse kolonisten die er nederzettingen oprichtten gesteund.
In december 1992 zette Israël een vierhonderdtal Palestijnen uit de Westelijke Jordaanoever en de Gazastrook af in de "veiligheidszone" die het in Zuidelijk Libanon had afgebakend. Libanon was het hier niet mee eens en probeerde de grensovergangen te blokkeren, hoewel het land eerder wel deportaties had toegestaan.
Volgens Israël was de actie nodig om terreurgroep Hamas een klap toe te dienen, nadat de groepering de dagen voordien verschillende soldaten en een grenswacht had gedood. Volgens onder meer de Europese Unie was deze collectieve bestraffing echter een schending van de Vierde Geneefse Conventie, die gedwongen uitzetting uit bezet gebied verbood. VN-secretaris-generaal Boutros Boutros-Ghali vroeg Israël de Palestijnen te laten terugkeren en ook de Verenigde Staten veroordeelden de actie sterk.

## Inhoud
De Veiligheidsraad:
- herinnert aan de verplichtingen van de lidstaten onder het Handvest van de Verenigde Naties;
- herinnert aan de eerdere resoluties 607, 608, 636, 641, 681, 694 en 726;
- is erachter gekomen dat Israël, tegen de Vierde Geneefse Conventie in, honderden Palestijnse burgers vanuit de bezette gebieden naar Libanon deporteerde;

1. veroordeelt deze deportatie van honderden Palestijnse burgers;
2. bevestigt dat de Vierde Geneefse Conventie van toepassing is op de bezette gebieden, waaronder Jeruzalem
3. bevestigt ook de onafhankelijkheid, soevereiniteit en territoriale integriteit van Libanon;
4. eist dat Israël de gedeporteerden veilig laat terugkeren;
5. vraagt Boutros Boutros-Ghali om te overwegen een vertegenwoordiger te sturen om deze ernstige situatie samen met de Israëlische overheid nader te beschouwen, en hierover te rapporteren;
6. besluit de kwestie in het oog te houden.

## Verwante resoluties
- Resolutie 768 Veiligheidsraad Verenigde Naties
- Resolutie 790 Veiligheidsraad Verenigde Naties
- Resolutie 803 Veiligheidsraad Verenigde Naties (1993)
- Resolutie 830 Veiligheidsraad Verenigde Naties (1993)

Lijst ·  726 ·  727 ·  728 ·  729 ·  730 ·  731 ·  732 ·  733 ·  734 ·  735 ·  736 ·  737 ·  738 ·  739 ·  740 ·  741 ·  742 ·  743 ·  744 ·  745 ·  746 ·  747 ·  748 ·  749 ·  750 ·  751 ·  752 ·  753 ·  754 ·  755 ·  756 ·  757 ·  758 ·  759 ·  760 ·  761 ·  762 ·  763 ·  764 ·  765 ·  766 ·  767 ·  768 ·  769 ·  770 ·  771 ·  772 ·  773 ·  774 ·  775 ·  776 ·  777 ·  778 ·  779 ·  780 ·  781 ·  782 ·  783 ·  784 ·  785 ·  786 ·  787 ·  788 ·  789 ·  790 ·  791 ·  792 ·  793 ·  794 ·  795 ·  796 ·  797 ·  798 ·  799